# 梭比语
梭比语是一种在中国云南省使用的南部彝语，这种语言和豪尼语关系密切，由白碧波(2010)记录。

## 分布
梭比语在元江哈尼族彝族傣族自治县因远镇的浦贵村(在浦贵、嘎俄、和浦海)和北泽村(在玉嘎、三零三、水桶、和北泽)分布(白碧波2010:118)。
因远镇梭比社群被白宏语和豪尼语社群包围(白碧波2010)。
梭比语也在新平彝族傣族自治县(在建兴乡梅子箐和复兴乡大寨)有分布。